# 山口ジャンクション
山口ジャンクション（やまぐちジャンクション）は、山口県山口市黒川にある、中国自動車道と山陽自動車道のジャンクション。

## 概要

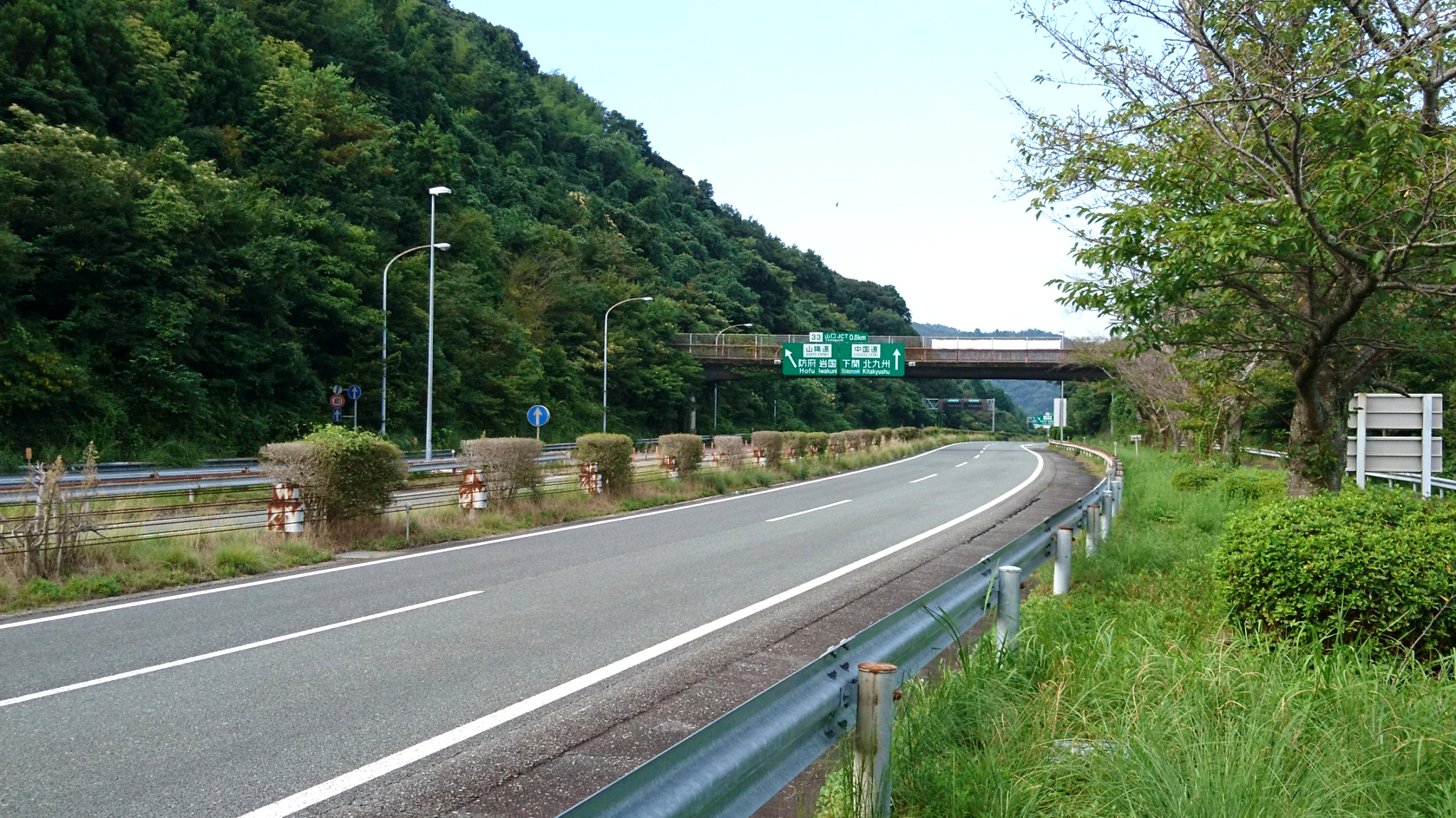
湯田PAにて（下り線・800m手前）

中国道小郡方面から走行すると、浜田・大阪方面の中国道山口IC方面へ向かう2車線の本線から広島・大阪方面の山陽道山口南IC方面への2車線のランプが分岐する構造となっている。交通量は沿道人口と線形の関係で中国道より山陽道の方が多いが、開通時期の関係で先述のような構造になっている。なお、逆方向は本線（山口IC → 小郡IC）が路面標示により1車線に減少されている（山陽道からは2車線のランプが合流）。
従前は中国道山口IC方面と山陽道は行き来できないハーフJCTであったが、この方向を接続するランプが2008年（平成20年）11月11日に供用開始しフルJCT化され、全方向への通行が可能となった。この新しく完成したランプウェイは1車線ランプとなっている。
中国道小郡方面からの車両の多くは、この山口JCTで山陽道に乗り換えて岩国・広島方面に向かう。一方、山口・三次方面の中国道（特に山口JCTから広島北JCTにかけて）は、連続するカーブや標高700mの峠越え、さらには冬期の風雪による通行規制の多発などもあって通行量が少なく閑散としており、対向車も休日などを除けば殆ど目にしない事が多い（広島北JCT以東については、山陽道に入り広島自動車道経由で行くことも可能）。このこともあり、当JCT - 広島北JCTまでの区間にかつてあった鹿野SA、吉和SAのガソリンスタンドがともに廃止されている。また、神戸JCTで再び中国道と合流するが、新名神高速道路の神戸JCT～高槻JCT・IC間が開業して以降は、山口南IC以東においては中国道を経由しなくても大山崎IC以東へ走行できるようになった。
かつては現地の案内で山口JCTの名称は用いられておらず、中国道小郡方面からの案内板には「33 山陽道分岐」と書かれており、他の方面からは中国道と山陽道の合流を示す看板があるだけでJCTとしての案内はなされていなかった。しかし2001年に山陽道宇部下関線が開業してからは下関JCTでも山陽道と分岐するようになり、中国道小郡方面で山口JCTの名称が用いられるようになった。また、2008年のフルJCT化に伴い他の方面でも山口JCTの表記がなされるようになった。

## 歴史
- 1987年（昭和62年）12月4日：山陽自動車道・防府東IC - 山口JCT間開通に伴い、供用開始[2][3]。
- 2008年（平成20年）11月11日：中国自動車道山口IC方面と山陽自動車道を結ぶ接続ランプが開通。これに伴い、フルJCT化される[1]。

## 接続する道路
- E2A 中国自動車道
- E2 山陽自動車道

## 隣
E2A 中国自動車道
(32) 山口IC - (32-1) 湯田温泉PA/SIC - (33)山口JCT - (34/34-1)小郡IC/JCT
E2 山陽自動車道
(41) 山口南IC - (33)山口JCT